# Вернер Рікен
Вернер Рікен (нім. Werner Riecken; 8 червня 1912, Ноймюнстер — 29 квітня 1945, Атлантичний океан) — німецький офіцер-підводник, оберлейтенант-цур-зее резерву крігсмаріне (1 липня 1943). Кавалер Німецького хреста в золоті.

## Біографія
В 1934 році вступив на флот. З серпня 1943 по січень 1941 року пройшов курс підводника, в січні-червні пройшов навчання в 3-й навчальній дивізії підводних човнів, 19-й і 24-й флотиліях. З 17 червня 1944 року — командир підводного човна U-1017, на якому здійснив 2 походи (разом 81 день в морі). 29 квітня 1945 року U-1017 був потоплений північно-західніше Ірландії глибинними бомбами британського патрульного протичовнового літака В-24 «Ліберейтор». Всі 34 члени екіпажу загинули.
Всього за час бойових дій потопив 2 кораблі загальною водотоннажністю 10 604 тонни.
| Дата           | Назва корабля | Тип               | Тоннаж | Вантаж                                                                                | Екіпаж | Загинули | Країна             | Конвой |
| -------------- | ------------- | ----------------- | ------ | ------------------------------------------------------------------------------------- | ------ | -------- | ------------------ | ------ |
| 6 лютого 1945  | Everleigh     | Торговий пароплав | 5,222  | Баласт                                                                                | 56     | 6        | Британська імперія | TBC-60 |
| 11 лютого 1945 | Persier       | Торговий пароплав | 5,382  | 2400 тонн мила, 1400 тонн сухих яєць, 1000 тонн м'яса та 20 тонн генеральних вантажів | 63     | 20       | Бельгія            | BTC-65 |

## Нагороди
- Медаль «За вислугу років у Вермахті» 4-го класу (4 роки)
- Залізний хрест 2-го і 1-го класу
- Нагрудний знак підводника
- Німецький хрест в золоті (22 березня 1945)